# Coahoma, Mississippi
Coahoma là một thành phố thuộc quận Coahoma, tiểu bang Mississippi, Hoa Kỳ. Năm 2010, dân số của thành phố này là 377 người.

## Dân số
- Dân số năm 2000: 325 người.
- Dân số năm 2010: 377 người.